# Jacques Gaillot
Jacques Gaillot (Saint-Dizier, 11 settembre 1935 – Parigi, 12 aprile 2023) è stato un vescovo cattolico e attivista francese. In ragione delle sue posizioni su alcune questioni sociali è soprannominato Il chierico rosso.

## Biografia
Jacques Jean Edmond Georges Gaillot è nato a Saint-Dizier l'11 settembre 1935.

### Formazione e ministero sacerdotale
Fin da adolescente, voleva diventare sacerdote. Dopo gli studi secondari, è entrato nel seminario di Langres.
Dal 1957 al 1959 ha svolto il servizio militare obbligatorio in Algeria, durante la guerra di indipendenza del paese. Dal 1960 al 1962 è stato inviato a Roma per completare gli studi in teologia e ottenere la laurea.
Il 18 marzo 1961 è stato ordinato presbitero. Dal 1962 al 1964 è stato inviato all'Istituto superiore per la liturgia a Parigi; nello stesso periodo ha insegnato al seminario maggiore di Châlons-en-Champagne. Dal 1965 è stato professore presso il seminario regionale di Reims. Ha presieduto numerose sessioni per attuare gli orientamenti del Concilio Vaticano II. Nel 1973 è stato nominato parroco di St. Dizier, sua città natale, diventando co-direttore dell'Istituto per la formazione degli educatori del clero (IFEC) di Parigi. Nel 1977 è stato nominato vicario generale della diocesi di Langres. Nel 1981 è stato eletto vicario capitolare.

### Ministero episcopale
Il 5 maggio 1982 è stato nominato vescovo di Évreux. Ha ricevuto l'ordinazione episcopale il 20 giugno successivo dal vescovo di Langres Léon Aimé Taverdet, coconsacranti il vescovo di Saint-Dié Jean-Félix-Albert-Marie Vilnet e l'arcivescovo di Rouen Joseph Marie Louis Duval.

#### Opinioni e polemiche
Appena nominato vescovo e preso possesso della diocesi, Gaillot si rese protagonista di azioni che, secondo lui, gli costarono il vescovado. Nel suo primo messaggio pasquale affermò: "Cristo è morto al di fuori delle mura, come è nato al di fuori delle mura. Se vogliamo vedere la luce, il sole della Pasqua, noi stessi dobbiamo andare fuori dalle mura". A seguito di questo egli ha poi precisato che: "Non sono qui per convincere il convinto o prendersi cura del bene, io sono qui per sostenere i malati e offrire una mano a chi si è perduto. Un vescovo deve rimanere in cattedrale o andare per strada? Io ho fatto la mia scelta". In pochi mesi Gaillot aveva cominciato ad agire applicando le sue parole.
Nel 1983 sostenne un obiettore di coscienza davanti al tribunale di Évreux. Durante l'assemblea annuale della Conferenza episcopale francese, è stato uno dei due vescovi (su un totale di 110) a votare contro il testo dell'episcopato sulla deterrenza nucleare, che ha sostenuto l'idea di avere armi nucleari come deterrente legittimo.
Nel 1984 scatenò polemiche tra le numerose autorità cattoliche per via del suo rifiuto a sostenere il movimento in difesa delle scuole parrocchiali francesi.
Nel 1985 sostenne la prima intifada in Cisgiordania e nella striscia di Gaza e incontrò Yasser Arafat a Tunisi. Nel 1987 partecipò, su invito, a una sessione speciale delle Nazioni Unite a New York per il disarmo. Il primo impatto con i media è arrivato nel gennaio del 1985, quando firmò un appello a favore degli insegnanti sottopagati della scuola cattolica; tra i cofirmatari vi era anche Georges Marchais, capo del Partito Comunista Francese. L'appello è stato molto controverso e ha determinato l'inizio di una campagna della destra contro il vescovo Gaillot. All'interno della sua diocesi, il quotidiano Le Figaro guidò la campagna, descrivendo il vescovo come "uno strumento dei peggiori nemici della chiesa".
Nel 1987, si recò in Sudafrica per incontrare un giovane militante anti-apartheid originario di Évreux e condannato a quattro anni di carcere dal governo sudafricano. Apparve anche in una manifestazione con militanti comunisti. Al fine di realizzare questo viaggio, dovette rinunciare ad accompagnare i pellegrini della diocesi a Lourdes, decisione che gli attirò diverse critiche. Inoltre, nello stesso anno  aveva anche annunciato che i vescovi francesi "rimangono troppo preoccupati del corretto funzionamento della chiesa e delle sue strutture." Sempre nel 1987 Gaillot si recò ad Atene per mostrare solidarietà ad un gruppo di profughi palestinesi appena sbarcati.
Nel 1988, durante una sessione a porte chiuse della conferenza episcopale a Lourdes, sostenne l'ordinazione di uomini sposati. Al termine della sessione, Gaillot ha parlato alla stampa circa le discussioni tenute, esponendo anche i propri punti di vista. Promosse una revisione del celibato ecclesiastico e l'uso del preservativo, causando notevoli tensioni con la Conferenza episcopale francese. La situazione è stata aggravata dal fatto che nel parlare ai media sulla sessione, Gaillot aveva violato la convenzione sulla riservatezza. In seguito ha difeso le sue azioni precedenti, osservando che "Non ho mai rotto il voto di castità... Lo ho solo messo in discussione. Ma questo è peggio". Nello stesso anno, Gaillot ha fatto un passo senza precedenti per un vescovo cattolico: ha benedetto un'unione omosessuale in un "servizio di accoglienza", dopo che la coppia lo ha richiesto in vista della loro morte imminente per AIDS.
Nel 1989, ha partecipato a un viaggio in Polinesia francese organizzato dal movimento per la pace, chiedendo la fine degli esperimenti nucleari francesi. Nello stesso anno ha partecipato alla cerimonia del trasferimento delle ceneri del defunto prete rivoluzionario Henri Grégoire (1750-1831) al Pantheon, la necropoli dei grandi di Francia. Grégoire era stato determinante nell'abolizione della schiavitù e nella fine della discriminazione contro neri ed ebrei durante la Rivoluzione francese. La gerarchia della Chiesa cattolica si era rifiutata di dargli gli ultimi sacramenti a causa dell'accettazione di Grégoire della costituzione civile del clero. Gaillot è stato l'unico vescovo francese ad aver partecipato a questa cerimonia. In questa fase della sua carriera, il vescovo Gaillot si era guadagnato una grande visibilità, dividendo l'opinione pubblica fra ammiratori e detrattori. Il giornalista francese Henri Tincq ha scritto su Le Monde che "[il vescovo Gaillot] ha il merito di dire ad alta voce ciò che molte persone autorevoli nella Chiesa pensano in profondità."
Per tutto il 1989, ha continuato a causare notevoli tensioni all'interno della Conferenza episcopale francese, e i membri dell'episcopato hanno votato per censurarlo. L'azione disciplinare è scattata dopo che Gaillot ha rilasciato un'intervista alla rivista Lui, l'equivalente francese di Playboy. Inoltre, ha rilasciato interviste alle più importanti riviste gay e ha biasimato l'incompetenza della gerarchia cattolica per giudicare le circostanze dell'omosessualità. A questo punto, il vescovo ha offerto le sue dimissioni al papa, che avrebbe potuto sentire la necessità di rimuoverlo; nessuna azione è stata comunque presa.
Verso la fine del 1989, ha tentato una conciliazione, firmando un accordo in cui ha promesso "fedeltà" e "docilità" al papa. Questo accordo però non è durato a lungo; dopo una settimana, Gaillot si era allontanato dalla maggior parte degli altri vescovi, apparendo in televisione per criticare lo "stato debole del dibattito interno nella Chiesa" e per esprimere i suoi sentimenti di dolore in quanto non erano stati fatti progressi dopo il Concilio Vaticano II.
Nel 1991, si è opposto alla guerra del Golfo con la pubblicazione di un libro intitolato Lettera aperta a coloro che predicano la guerra ma lasciano che sia intrapresa da altri. Ha inoltre condannato l'embargo all'Iraq. Prima della fine del 1991, la Conferenza episcopale francese ha censurato Gaillot altre tre volte, l'ultima per il suo intervento ad Haiti, a sostegno del presidente ed ex presbitero Jean-Bertrand Aristide.
Gaillot ha causato polemiche con una serie di altre azioni. È stato spesso condannato dai confratelli per le sue numerose apparizioni televisive che giustificava affermando che se la gente avesse trovato interessante un vescovo, chiaramente avrebbe trovato interessante la Chiesa.
Oltre a questo, il vescovo Gaillot ha anche assunto un atteggiamento indulgente con le donne che avevano abortito volontariamente, sostenendo che non era qualificato per giudicare una persona che si trova in un tale scenario.
Nel 1994, l'arcivescovo di Rouen Joseph Duval, presidente della Conferenza episcopale francese, ha tentato di convincere Gaillot a cessare le sue azioni; questi però gli ha risposto ritirando la sua offerta di dimissioni, affermando che lo scenario non può ridursi alla stessa risposta data dal Vaticano nel caso di monsignor Raymond Hunthausen, arcivescovo di Seattle, ritiratosi nel 1991 prima dei 75 anni a causa delle polemiche nate da alcune sue affermazioni.
Al culmine della controversia che il vescovo Gaillot ha causato durante il suo mandato come ordinario di Évreux, il vescovo si è abbandonato a un'aspra campagna  denigratoria. Egli ha bollato l'arcivescovo Duval come un "ayatollah" che cerca di imporre "uniformità ideologica" in seno alla Conferenza episcopale francese. Inoltre, ha paragonato lo stile di leadership del cardinale Bernardin Gantin, prefetto della Congregazione per i vescovi, a quello della Stasi della Germania Est.
A sostegno del forte desiderio di Gaillot di raggiungere l'"esiliato" è il fatto che nel momento in cui ha lasciato l'incarico presso la diocesi di Évreux aveva visitato più prigioni di ogni vescovo della storia della Francia.

#### Rimozione
Il 12 gennaio 1995, Jacques Gaillot è stato convocato per un incontro in Vaticano con il cardinale Bernardin Gantin. Gli è stata offerta la scelta di dimettersi dalla sua sede e di diventare vescovo emerito di Évreux, o di essere rimosso d'ufficio. In quest'ultimo caso, gli sarebbe stata assegnata la sede titolare di Partenia. Gaillot ha scelto di non dimettersi; ha lasciato il Vaticano e, tornato in Francia, ha tenuto una conferenza stampa, fornendo un breve comunicato stampa per spiegare gli eventi:
Le minacce che pendevano su di me dopo un po' sono state messe in atto. Ero arrivato alla scadenza. Mi è stato detto che ero stato rimosso dalla mia funzione di vescovo e che la Sede di Évreux sarebbe stata dichiarata vacante a partire da domani a mezzogiorno.
Mi sono state chieste le dimissioni, ho pensato che avevo buone ragioni per rifiutare.
- Il Vescovo Jacques Gaillot, Diocesi di Partenia»
La sede di Partenia, nel deserto dell'Algeria, non esiste più, in realtà, dal V secolo, quando quelle terre facevano parte della provincia romana di Mauretania. Tale nomina lo ha privato di ogni responsabilità pastorale. Gaillot continua ancora a operare via Internet, come un "vescovo virtuale".
Gaillot non ha mai acquisito uno stemma o un motto episcopale sia prima sia dopo la rimozione, sostenendo che queste insegne sarebbero più tipiche della nobiltà che della Chiesa.

#### Reazione alla rimozione
La rimozione ha suscitato una risposta emotiva da parte di migliaia di persone in tutta la Francia e nel resto del mondo. Ventimila persone, tra cui la madre di Gaillot, hanno partecipato alla sua ultima messa da ordinario diocesano presso la cattedrale di Évreux e sono rimaste per strada a protestare contro la decisione del Vaticano. I manifestanti si sono uniti sotto la guida del sindaco comunista della città e hanno marciato per le strade sotto la pioggia. Essendo la cattedrale piena, molte persone sono rimaste fuori per l'ultima messa del vescovo. In diocesi ha lasciato croce, mitra e pastorale.
La scelta di rimuovere Gaillot dalla carica di vescovo ordinario di Évreux è stato ampiamente considerato un errore sia dai laici sia dal clero, e anche da molte persone non religiose che vedevano Gaillot favorevolmente. Dopo la sua rimozione, quarantamila persone hanno scritto lettere all'ufficio della cattedrale di Évreux, molte di queste sono state poi trasmesse in Vaticano. Gaillot è stato percepito favorevolmente da un numero significativo di persone, in particolare grazie al suo ministero aperto a tutti gli uomini senza distinzione. Inoltre, era diventato una figura di rilievo nazionale dopo le sanzioni prese contro di lui.
Alcuni sondaggi ufficiali hanno rivelato che il pubblico francese era contrario al castigo irrogato a Gaillot. Un sondaggio della CSA ha mostrato che il 64% degli intervistati erano contrari al suo sollevamento da vescovo di Évreux; solo l'11% approvava questa decisione e un restante 25% era indeciso. Alcuni sondaggi successivi hanno dimostrato che il supporto a Gaillot sarebbe potuto arrivare al 75%.
La reazione del clero francese è stata variegata. Mentre nessun vescovo francese gli ha espresso sostegno pubblicamente, monsignor Jean-Michel di Falco, il portavoce ufficiale della Conferenza episcopale, ha riferito che sia il cardinale Robert-Joseph Coffy di Marsiglia sia l'arcivescovo di Rouen Joseph Duval erano "visibilmente turbati" per le azioni intraprese contro Gaillot. Duval poi rilasciato un comunicato ufficiale dicendo che "ho supplicato per la pazienza di Roma". Solo settimane dopo, Duval ha dichiarato pubblicamente il "rammarico" per il modo in cui Roma aveva affrontato l'affare Gaillot. Duval ha riassunto le azioni come "un atto autoritario che non può essere accettato dalla società, anche se è effettuata dalla Chiesa".
Oltre a questo l'arcivescovo di Cambrai, Jacques Delaporte, ha difeso Gaillot dicendo che: "Questa è una ferita per la nostra chiesa... Si tratta di una fonte di malintesi per i poveri e per tutti coloro che cercano la verità e che hanno riposto la loro fiducia nella Chiesa".

#### Dopo Évreux
Dopo essere stato rimosso dal suo incarico Gaillot ha scritto il seguente commento:
- Jacques Gaillot, voce del deserto»
Dopo aver lasciato il Palazzo vescovile, Gaillot si è immediatamente trasferito con alcuni occupanti illegali in Rue de Dragon a Parigi. Da allora ha mostrato solidarietà con i senzatetto. Gaillot continua a difendere i diritti umani e a impegnarsi nell'attivismo, pubblicando regolarmente informazioni sulle sue attività sul sito di Partenia.
Egli rimane attivo come pastore degli esclusi. Viaggia in tutta la Francia e anche a livello internazionale, per diffondere la parola del Vangelo cristiano e per difendere coloro che sono considerati "fuori casta", gli immigrati. Ha più volte manifestato contro la guerra avida ed è considerato da molti come un  socialista convinto. Ha anche avuto una forte amicizia con l'Abbé Pierre.
Nel 1995, dopo la sua rimozione da vescovo ordinario, Gaillot ha partecipato come relatore su invito a una conferenza a Detroit di Call to Action, organizzazione americana che sostiene una serie di cambiamenti nella Chiesa cattolica. Ha tenuto tre sessioni, dimostrando di essere molto popolare, nonostante parlasse attraverso un traduttore. La conferenza ha visto la partecipazione di altri teologi cattolici controversi, tra cui il professor Hans Küng e il vescovo Thomas John Gumbleton.
La rimozione delle sue responsabilità nei confronti di una specifica diocesi ha permesso a Gaillot di essere ancora più audace nel suo attivismo. Infatti, nel 1995, dopo la sua rimozione, si è impegnato nella protesta contro gli esperimenti nucleari nell'atollo di Mururoa e nelle Tuamotu nella Polinesia francese. Gaillot si è recato in quelle terre con una flotta di navi di protesta, guidata dall'ammiraglia di Greenpeace Rainbow Warrior. Successivamente è stato rimosso dalla nave da un commando francese, dato che la Rainbow Warrior aveva navigato all'interno della zona di esclusione, e scortato nel lasciare l'atollo.
Gaillot è stato così attivo nelle sue convinzioni che ha dovuto essere fermato dal Vaticano in numerose occasioni, tra cui una volta quando Giovanni Paolo II gli diede un ordine diretto al fine di evitare una conferenza in Italia sull'omosessualità.
Alla Giornata mondiale diocesana della gioventù di Bonn nel 2004, il cardinale Joachim Meisner ha invocato il canone 763, che consente a un vescovo di proibire a un confratello di parlare in pubblico nella sua diocesi per qualche grave ragione, per vietare a Gaillot di affrontare una sessione della manifestazione sul tema "Essere cristiani nel terzo millennio: una fede che è la speranza".
Sempre nel 2004 il vescovo Gaillot ha incontrato Maryam Rajavi, una controversa attivista politica iraniana. Gaillot ha fortemente criticato le azioni di alcuni leader religiosi estremisti in Iran, arrivando a commentare che "Non si deve dimenticare che la forza della verità renderà [la resistenza iraniana] trionfante. L'oscurità darà modo alla verità di prevalere nonostante tutte le bugie e le astuzie". Rajavi ha ringraziato pubblicamente il vescovo e ha affermato che il suo appoggio era stato molto efficace nel promuovere la causa della resistenza iraniana.
Inoltre, Gaillot ha preso posizione come una figura pubblica ben nota in Francia, nella lotta per una serie di cause. Gaillot funge da co-presidente di diversi gruppi, tra cui "Droits devant !!" una delle più importanti organizzazioni europee di attivisti per i diritti umani.
Nel 2007 Gaillot ha ampliato il suo uso di Internet inviando una video intervista sul sito web di Google Video, cercando di portare l'attenzione sulle crescenti violenze che si verificano in Darfur.
Il vescovo Gaillot ha scritto oltre una dozzina di libri; uno di questi, Coup de gueule contre l'exclusion ha ottenuto l'attenzione dei media. Il libro ha criticato le leggi francesi sull'immigrazione proposte dall'allora ministro dell'interno, Charles Pasqua. Questo libro è stato una delle motivazioni per la sua retrocessione dalla gerarchia cattolica. Un altro libro pubblicato poco dopo la sua retrocessione è stato Voce del deserto: Grido di un vescovo per una nuova Chiesa. Questo libro è un testo prevalentemente autobiografico, in cui discute gli eventi che circondano il suo sollevamento.
Egli ha espresso il suo sostegno pubblico per l'eutanasia e il matrimonio omosessuale, quando è stato legalizzato in Francia.
Nel mese di settembre 2015, papa Francesco lo ha accolto nella sua residenza in Vaticano, dove gli ha concesso un'udienza di 45 minuti. Gaillot ha detto che il pontefice lo ha incoraggiato a continuare il suo attivismo a favore dei migranti e dei rifugiati e di essere "innamorato" di Francesco.

## Genealogia episcopale
La genealogia episcopale è:
- Cardinale Scipione Rebiba
- Cardinale Giulio Antonio Santori
- Cardinale Girolamo Bernerio, O.P.
- Arcivescovo Galeazzo Sanvitale
- Cardinale Ludovico Ludovisi
- Cardinale Luigi Caetani
- Cardinale Ulderico Carpegna
- Cardinale Paluzzo Paluzzi Altieri degli Albertoni
- Papa Benedetto XIII
- Papa Benedetto XIV
- Papa Clemente XIII
- Cardinale Marcantonio Colonna
- Cardinale Giacinto Sigismondo Gerdil, B.
- Cardinale Giulio Maria della Somaglia
- Cardinale Carlo Odescalchi, S.I.
- Cardinale Costantino Patrizi Naro
- Cardinale Lucido Maria Parocchi
- Papa Pio X
- Arcivescovo Eugène-Jacques Grellier
- Cardinale Emmanuel Célestin Suhard
- Vescovo Robert Picard de la Vacquerie
- Vescovo Alfred-Joseph Atton
- Vescovo Jean-Félix-Albert-Marie Vilnet
- Vescovo Léon Aimé Taverdet, F.M.C.
- Vescovo Jacques Gaillot